# Dudley North (économiste)
Pour les articles homonymes, voir Dudley North.
Dudley North (16 mai 1641 – 31 décembre 1691), chevalier, économiste anglais, est l'un des principaux promoteurs du laissez-faire en Angleterre . 

## Biographie
Il était l'un des fils de Lord Dudley North (1602-1677), 4e baron North, homme politique et auteur anglais. Enfant, il fut enlevé par des Bohémiens et ne fut récupéré par ses parents qu'avec d'extrêmes difficultés : cet incident anticipe curieusement celui advenu à Adam Smith, autre célèbre économiste. Le jeune Dudley se lança dans le commerce d'outre-mer, notamment avec la Turquie, et passa plusieurs années à Constantinople et Smyrne. Son frère a tiré de ses papiers personnels des observations sur les mœurs et coutumes des peuples de l'Orient.
De retour à Londres à la tête d'une fortune considérable, il n'en poursuivit pas moins le négoce avec le Levant. Ses compétences et ses succès commerciaux finirent par attirer l'attention du gouvernement, et  l’influence à la cour de son frère Lord Guilford le recommanda aux autorités. Au cours de la réaction Tory qui éclata sous le règne de Charles II, il fut l'un des sheriffs imposés à la cité de Londres, avec l'intention claire de défendre les actes d'accusation au nom de la Couronne dans les procès d'État. Il fut élevé chevalier, nommé commissaire des douanes, puis officier du Trésor, et officier des douanes. Élu député sous Jacques II, « il endossa, selon Roger North, sur toutes les questions financières le rôle de comptable de la Couronne. » À l'issue de la Révolution, il eut à répondre d'exactions inconstitutionnelles qu'il aurait accomplies lors de son mandat de sheriff.

## Économiste
Son manifeste intitulé Discourses upon Trade, où il traite notamment des taux d'usure, de la monnaie (battage, rognage et inflation), parut anonymement en 1691. Dans ce panégyrique pénétrant et emphatique de la doctrine du libre échange, écrit en réaction au régime autarcique qui avait remporté les suffrages sous la Révolution, North s’efforce de prouver que la richesse existe indépendamment de la circulation d’or ou d’argent, parce que sa source est le travail des hommes, qu’ils se consacrent à l’agriculture ou à l’industrie manufacturière. C’est une erreur de croire que la stagnation du commerce naît de la thésaurisation ; elle ne peut avoir que trois causes : une saturation du marché intérieur, une crise du  commerce extérieur, ou une crise de la consommation intérieure liée à l’appauvrissement. L’échange de devises avec l’étranger lié au commerce augmente paradoxalement la richesse nationale, le commerce n'étant que le trafic de biens superflus. Les nations sont reliées au reste du monde exactement de la même manière que les villes sont liées à l’État, ou les familles à leur ville. North, davantage que ses prédécesseurs, insiste sur l’importance du marché intérieur.
Quant à la rente du capital, North soutient qu'elle dépend, comme le prix des marchandises, du rapport entre offre et demande ; qu'un faible taux de rapport n’est que la conséquence d’une augmentation relative du capital, et que, contrairement aux thèses de Sir Josiah Child et d’autres, ce taux est indifférent à l’interventionnisme étatique. Plaidant pour la liberté du commerce, North proclame que tout favoritisme dans les affaires particulières est attentatoire à la richesse nationale. Le commerce, sous toutes ses formes, est favorable à l’intérêt public, car dans le cas contraire, il aurait bientôt cessé d'être pratiqué ; lorsque le commerce prospère, la république prospère elle aussi, car les affaires sont une composante de l’activité publique. Les prix doivent s’ajuster d’eux-mêmes, et ne sauraient être fixés par décret : toute intervention pour les contraindre est préjudiciable. Personne ne peut devenir longtemps riche par décret : seuls la paix, l'activité, la liberté et le libre commerce sont véritablement sources d'enrichissement. On peut voir dans le chef-d'œuvre d’Adam Smith, La Richesse des Nations, à quel point les idées de North ont marqué les décennies suivantes. Selon l'économiste allemand Wilhelm Roscher, North compte, aux côtés de Locke et Petty, au nombre des trois grands penseurs qui au XVIIe siècle ont porté la science économique anglaise au premier rang en Europe.

## Sources
- (en) « Dudley North (économiste) », dans Encyclopædia Britannica [détail de l’édition], 1911 (lire sur Wikisource)., vol. XIX, pp. 578-579